# You'll Never Know
You'll Never Know é uma canção composta por Harry Warren e letra de Mack Gordon. A música foi apresentada no filme Aquilo Sim Era Vida de 1943, onde foi cantada por Alice Faye, e ganhou o Oscar de melhor canção original no ano seguinte.